# Маден, Микаиль
Микаиль Маден (норв. Mikail Maden; род. 17 января 2002, Берген) — норвежский футболист, полузащитник клуба «Фредрикстад».

## Карьера

### В клубе
Уроженец норвежского города Берген. Занимался футболом в академии клуба «Бранн». 4 февраля 2020 года перешёл в юношескую команду (до 19 лет) немецкого клуба «Шальке 04». 1 января 2021 года был переведён в команду до 23 лет.
13 марта 2021 года дебютировал в основном составе «Шальке 04», выйдя на замену на 85-й минуте вместо Амина Арита в матче немецкой Бундеслиги против «Вольфсбурга». Матч закончился поражением команды гостей со счётом 0:5.

### В сборной
Выступал в составах юношеских команд сборной Норвегии (до 15, 16 и 17 лет).